# Paradosso di Grossman-Stiglitz
Il paradosso di Grossman-Stiglitz è un paradosso introdotto da Sanford J. Grossman e Joseph Stiglitz in un articolo pubblicato su un numero della rivista American Economic Review del 1980, che introduce l'idea che, poiché le informazioni sono onerose, i prezzi non possono riflettere perfettamente le informazioni disponibili, dal momento che, se lo facessero, coloro che hanno speso le risorse per ottenerle non riceverebbero alcun compenso, portando perciò alla conclusione che un mercato efficiente dal punto di vista informativo è impossibile.

## Formulazione legata ai mercati razionali efficienti
La formulazione razionale dei mercati efficienti riconosce che gli investitori non dovranno sostenere razionalmente le spese di raccolta di informazioni a meno che non si aspettino di essere ricompensati da rendimenti lordi più elevati rispetto all'alternativa gratuita di accettare il prezzo di mercato. Inoltre, i teorici moderni riconoscono che quando il valore intrinseco è difficile da determinare, come nel caso delle azioni ordinarie, e quando esistono costi di negoziazione, esiste ancora più spazio perché il prezzo diverga dal valore. Un corollario è che gli investitori che acquistano fondi indicizzati o ETF stanno traendo un beneficio a spese degli investitori che pagano per i servizi dei consulenti finanziari, sia in maniera diretta che in maniera indiretta, come ad esempio attraverso l'acquisto di fondi gestiti attivamente.
Il paradosso afferma che in un mercato perfettamente efficiente dal punto di vista informativo gli investitori non avrebbero più alcun incentivo a ricercare l’informazione ed iniettarla nel mercato, con la conseguenza che non solo l’efficienza a monte verrebbe meno, ma nel peggiore dei casi perfino il mercato stesso cesserebbe di esistere. Il nucleo del paradosso è situato nell’affermazione che più un mercato diventa efficiente e più in realtà diventa inefficiente. Per comprendere la situazione, è necessario immaginare che l’informazione pubblica non sia già connaturata nel sistema, ma che sia grezza, cioè che vada ricercata ed interpretata per poter essere poi sfruttata ai fini speculativi. Un prezzo è definito razionale quando si aggiusta pienamente incorporando tutti gli eventi rilevanti e nel modo più equilibrato possibile. Ma è un processo che non avviene spontaneamente; il mercato presenta proprietà emergenti che derivano comunque dall’interazione umana, e grava sugli agenti l’onere di renderlo efficiente.
Quindi dal momento in cui un evento accade fino al momento in cui il prezzo ne riflette il contenuto informativo, passa del tempo, spaventosamente breve, dato dal fatto che gli agenti stanno svolgendo il lavoro di interpretazione. Ciò significa che l’agente singolo, e simultaneamente la massa che costituisce il mercato, sta “giudicando” la positività o la negatività di un evento, e cioè come questo può influire nel prezzo del titolo, e infine offrire un prezzo. Una dinamica del genere però funziona solo nel momento in cui vi è un ritorno economico a bilanciare il consumo di risorse per la ricerca e la conversione delle notizie. Questo perché il costo d’accesso permette anche che gli investitori posseggano set informativi diversi, poiché dovranno decidere con parsimonia quali vale la pena ricercare. La ricerca delle informazioni, quindi, deve avere un costo e quando il mercato è perfettamente informato e quel costo tende a zero, non vi sarà alcun beneficio per questa attività.
In altri termini: se in un sistema gli individui iniziano a credere che il mercato sia efficiente, qualunque sia il motivo di questa credenza, gli investitori non svolgeranno più attività di scambio informato ed il mercato non riceverà le informazioni, diventando inefficiente. È altresì una conseguenza analoga alla situazione in cui a tutti gli investitori del mercato vengono attribuite omogeneità nelle aspettative, razionalità e uguale avversità al rischio tali da far evitare la compravendita di titoli, limitandosi ad investire attraverso un fondo indicizzato. Ed il mercato è notoriamente esposto alla componente psicologica; se quindi abbastanza investitori credono che il mercato sia efficiente, non prevedibile e già pienamente informato, allora investiranno in un indice il più simile possibile all’intero mercato, con la conseguente alterazione del movente primordiale alla base dello scambio e cioè le differenti aspettative sul futuro. Quindi affinché vi sia efficienza è paradossalmente necessario che il mercato esibisca inefficienze e imperfezioni tali da indurre gli investitori a ricercare il modo di guadagnare, compiendo quelle azioni necessarie affinché l’informazione venga convertita in prezzo.
Posto in altri termini, il mercato dev’essere (o anche creduto di essere) quel tanto inefficiente da stimolare la formazione dello scambio su informazioni nuova, ed è poi necessario che quell’informazione venga interpretata in modi diversi. Per far sì che ciò accada è fondamentale la presenza di incentivi alla ricerca di informazione e che questa abbia sia un costo di accesso che un potenziale rendimento. Secondo Stiglitz, se questo meccanismo prosegue, e tutti i trader diventano sempre più informati, da un lato non vi sarà più informazione remunerativa, ma dall’altro il mercato sarà efficiente. Chiaramente nella realtà l’informazione non è un insieme chiuso e limitato ma è aperto a nuovi elementi. Inoltre, l’informazione presenta intrinsecamente del rumore, ciò che sta alla base delle diversità d’interpretazione, che sia poi un’interpretazione erronea o meno non importa. Non è importante cioè che sia oggettivamente corretta, ma solamente che venga sfruttata rendendo agevole il processo di formazione dei prezzi tramite lo scambio.
È infatti importante capire che se e solo se esiste una discrepanza di interpretazione sull’informazione esisterà un mercato basato su quell’informazione. Infatti, un mercato esiste nel momento in cui differiscono le aspettative, il grado di avversione al rischio e la dotazione iniziale di capitali. La componente di aspettative sul futuro è particolarmente rilevante nel mercato dei derivati, delle opzioni, che esistono proprio per speculare o proteggere il capitale dalle fluttuazioni, se non esistessero le diverse prospettive sull’immediato andamento del titolo sottinteso dal contratto, l’intero mercato di opzioni non esisterebbe. Il mercato azionario, dal canto suo, accoglie un diverso e più ampio spettro di intenzioni. Quindi, se tutti gli agenti nel mercato pensassero la stessa cosa sugli esiti di una situazione, ad esempio sullo sviluppo di un’azienda, o anche avessero le stesse caratteristiche mentali e patrimoniali, non esisterebbero i presupposti elementari per lo scambio. Per questa ragione, nel caso in cui tutti gli investitori sono precisamente informati su tutto e l’informazione è chiara, il mercato non esiste poiché nessuno trova con chi scambiare. Dunque, si può aggiungere chiarezza al pensiero di Stiglitz affermando che non è tanto l’informazione in sé a dover contenere del “rumore”, una proprietà intrinseca affinché vi sia diversità, ma è il fatto stesso di ricevere informazioni diverse da diverse fonti che genera il rumore.